# Falin Cáceres
Rafael Cáceres i Cano, més conegut com a Falin Cáceres, (Constantí, Tarragona, 20 de juliol del 1963) és el baixista d'Els Pets.
Va participar en la pel·lícula Rock&Cat.

## Discografia
Els àlbums que han publicat durant la seva trajectòria amb Els Pets.
- Els Pets (1989)
- Calla i Balla (1991)
- Fruits Sex (1992)
- Brut Natural (1994)
- Vine a la Festa (1995). Recopilatori de directes.
- Bondia (1997)
- Sol (1999)
- Respira (2001)
- Malacara (2002). Recopilatori.
- Agost (2004)
- Com anar al cel i tornar (2007)
- Fràgil (2010)
- L'àrea petita (2013)
- Som (2018)